# 沢崎順之助
沢崎 順之助（さわさき じゅんのすけ、1931年5月10日 - 2021年4月12日）は、日本のアメリカ文学者、翻訳家。昭和女子大学名誉教授。弟の沢崎浩平はフランス文学者。
研究対象は英国詩からアメリカ詩に移り、ウィリアム・カーロス・ウィリアムズを専門とした。
エドガー・アラン・ポオの短編・詩やT・S・エリオットなど古典の翻訳も行った。

## 経歴
1931年東京都生まれ。1953年東京大学文学部英文科を卒業。同大学院修士課程に進み、平井正穂に師事して英国詩を学ぶ。1955年に修了。
卒業後は、國學院大學講師、1961年東京都立大学講師、助教授、1969年にニューヨーク大学に留学。東京都立大学教授を経て、1989年より昭和女子大学教授。2006年に定年退職し、名誉教授。

## 主な翻訳
- 『怒れる海 ロマン主義の海のイメージ』（W・H・オーデン、南雲堂） 1962. NCID BN07921118
- 『アラビアのロレンス』（ロバート・ペイン（英語版）、中野好夫共訳、筑摩書房） 1963 . NCID BN1594218X

実質は単独訳で、映画「アラビアのロレンス」公開での出版。
- 『中央アジア踏査記』（オーレル・スタイン、白水社、西域探検紀行全集） 1966、新装単行版 2004ほか ISBN 978-4560031483
- 『小説人間の歴史 第1』（J・A・ミッチェナー、中野好夫・小野寺健共訳、河出書房新社） 1967
- 『南十字星の国ぐに』（ジュリアン・ホランド（英語版）、集英社、図説探検の世界史13） 1976 . NCID BN01555243
- 『ルイス・キャロル詩集 不思議の国の言葉たち』（ルイス・キャロル、高橋康也共訳、筑摩書房） 1977。ちくま文庫 1989 . NCID BN01416178
- 『詩学入門』（エズラ・パウンド、冨山房百科文庫） 1979 - 新書判 . NCID BN02286544
- 『詩の生まれるとき』（テッド・ヒューズ、南雲堂） 1983 . NCID BN04978593
- 『W・H・オーデン詩集』（W・H・オーデン、思潮社 海外詩文庫） 1993 - 新書判 ISBN 978-4783725039
- 『パターソン』（ウィリアム・カーロス・ウィリアムズ、思潮社） 1994 ISBN 978-4783728412。第46回読売文学賞受賞。
- 『雪と岩から、混沌から』（ヘイデン・カルース（英語版）、D・W・ライト共訳、書肆山田） 1996 ISBN 978-4879953865
- 『アメリカ現代詩101人集 D.W.ライト編』（森邦夫・江田孝臣共訳、思潮社） 1999、新装版2000 ISBN 978-4783728511